# 王思雨
王思雨（1995年10月16日—），中国女子篮球运动员，曾代表国家队参加2018年女子篮球世界杯，获得第六名。她也参加了2018年亚洲运动会，获得金牌。2022-2023WCBA总决赛中，王思雨以关键表现带领四川女篮夺得了历史首座WCBA总冠军。